# 板橋ハウス
板橋ハウス（いたばしハウス）は、日本のYouTuber、TikTokerグループ。

## 概要
メンバーの3人はNSC東京22期の同期であり、それぞれ別々のお笑いコンビを結成し、シェアハウスで共同生活をしている。2025年4月1日現在、TikTokフォロワー数70.6万人、YouTubeチャンネル登録者数71.3万人を誇る。
2020年10月にシェアハウスを始め、12月からTikTokへのアップを行う。初めてバズったのは7、8本目に上げた「コンビニに行く誘いを絶対断らない男、吉野」。その後YouTubeにも動画をアップするようになる。芸人と名乗ると見ている側のハードルが上がるという理由から、あえて芸人であることを伏せて活動を展開している。

## メンバー
住岡 遼太（すみおか りょうた、1993年6月22日 -（32歳））
ポジションは「マスコット」。
大阪府堺市出身。
「つるまる」の芸名で、お笑いコンビ・軟水のメンバーとして活動。
竹内 智也 (たけうち ともや、1995年1月6日 -（30歳）)
ポジションは「ディフェンダーのフィニッシャー」。
愛知県名古屋市出身。
お笑いコンビ・ピュートのメンバーとして活動。
吉野 裕介 (よしの ゆうすけ、1994年2月3日 -（31歳）)
ポジションは「かまってちゃん」。
福岡県北九州市出身。
お笑いコンビ・めぞんのメンバーとして活動。
Twitter（現・X）のアカウント名は「吉野おいなりくん(めぞん)」。サブとして、また芸人に関することを発信する目的としてのアカウントは「おしのよしなり君」。

## メディア

### テレビ
- 【ルームシェア】おでかけ板橋ハウス【冠特番】（2023年3月21日、TBSチャンネル1）
- 【キャンプ】おでかけ板橋ハウス【冠特番2】（2023年11月24日、TBSチャンネル1）[7]

### ラジオ
- 板橋ハウスのラジオディア（stand.fm）

### 雑誌
- First Stage 芸人たちの“初舞台”（2023年9月5日、扶桑社）[8]

### イベント
- 【板橋ハウス】×RED° TOKYO TOWERコラボイベント[9]